# Grevillea quercifolia
Grevillea quercifolia är en tvåhjärtbladig växtart som beskrevs av Robert Brown. Grevillea quercifolia ingår i släktet Grevillea och familjen Proteaceae. Inga underarter finns listade i Catalogue of Life.